# Лоран Банід
Лоран Банід (фр. Laurent Banide, нар. 26 січня 1968, Алес) — французький футбольний тренер.

## Ігрова кар'єра
Народився в родині колишнього футбольного воротаря, а згодом футбольного тренера Жерара Баніда. Починав грати у футбол у системі марсельського «Олімпіка», згодом перейшов до «Страсбура», утім в обох клубах не піднявся вище команд дублерів.

## Кар'єра тренера
Вже на початку 1990-х переорієнтувався на тренерську діяльність і очолив одну з юнацьких команд у системі «Монако», де на той час тренував і його батько. Пропрацював з юнацькими командами до 2005 року, коли перейшов на позицію асистента головного тренера основної команди клубу. 23 жовтня 2006 року змінив на посаді головного тренера румуна Ласло Белені, під орудою якого команда стартувала у чемпіонаті із 7 поразок у 10 іграх. Покращив гру «монегасків», які під його керівництвом піднялися з 19-го місця турнірної таблиці на підсумкове 9-те. Проте і цей результат не відповідав амбіціям керівництва клубу, і влітку 2007 року Баніда змінив бразильський спеціаліст Рікардо Гомес.
2008 року знайшов варіант продовження тренерської кар'єри на Близькому Сході, де очолив тренерський штаб катарського «Умм-Салаля», згодом працював у Кувейті з «Аль-Кувейтом», в ОАЕ з «Аль-Дхафрою» і «Ан-Наср» (Дубай).
На початку 2011 року був знову запрошений до «Монако», команда якого під керівництвом Гі Лякомба опинилася у зоні вильоту з Ліги 1 та вибула із розіграшу Кубка Франції після поразки від представника п'ятого дивізіону країни. Не зумів суттєво покращити результати «Монако», який за результатами сезону 2010/11 все ж вибув до Ліги 2. Після невдалого старту у другому французькому дивізіоні вже у вересні 2011 року був звільнений.
2012 року повернувся до тренерської роботи на теренах арабського світу. Тренував катарські «Аль-Харітіят» і «Умм-Салаль», еміратські «Аль-Дхафру» і «Аль-Васл», а також саудівську «Аль-Орубу» (Ер-Ріяд) та кувейтський «Аль-Кувейт».
11 червня 2019 року уклав однорічний тренерський контракт із представником англійського третього дивізіону «Олдем Атлетиком». Утім вже у вересні того ж року тренера було звільнено після того як команда виграла лише два із стартових одинадцяти ігор сезону.

## Титули і досягнення
- Володар Суперкубка Кувейту: 2016